# Haykasar
Haykasar (en arménien Հայկասար) est une communauté rurale du marz de Shirak en Arménie. En 2008, elle compte 243 habitants.